# Liurai

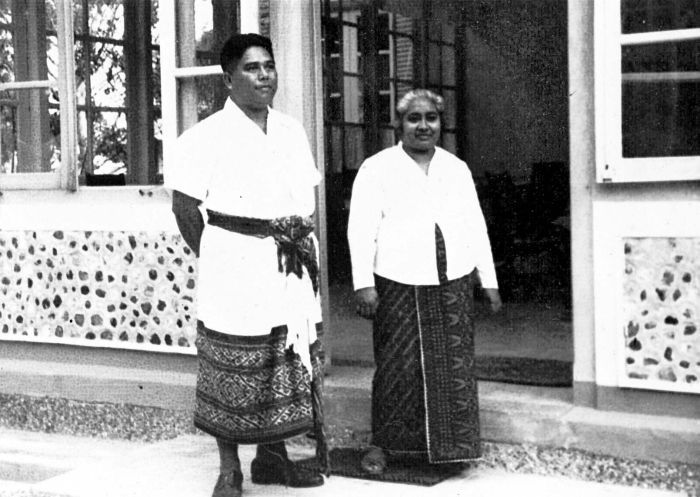
Le raja de Baun et sa nièce, 1949

Liurai est le titre traditionnel d'un dirigeant à Timor.  Le territoire d'un liurai était appelé rai (tétoum pour terrain, région, terre). En raison de la similitude avec mot portugais rei pour roi, leurs territoires étaient appelés reino (royaume en portugais). D'autres langues européennes ont adopté cette signification (les Néerlandais ont opté pour raja), c'est pourquoi les liurais sont maintenant décrits comme des petits rois. Cependant, les royaumes des liurais n'étaient pas des entités socio-culturelles isolées et homogènes, constituant des royaumes au sens propre.

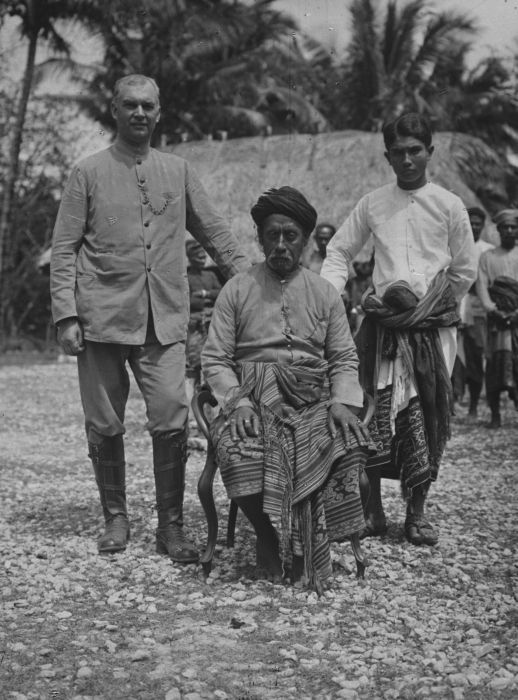
Portrait du raja d'Amarasi, Isaac van Baven, avec le révérend Loeff et son successeur prévu, le raja Alex, 1921.
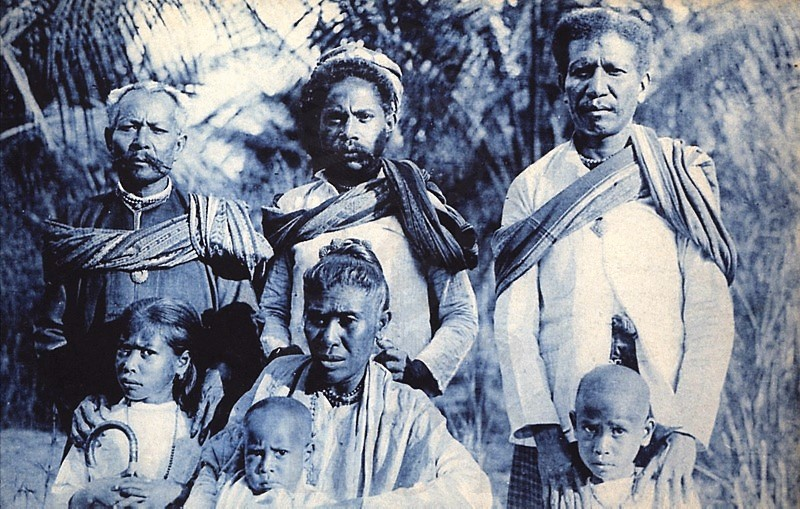
Famille d'un liurai, Timor portugais, avant 1945.